# Librado Rivera
Librado Rivera (Rayón, 17 agosto 1864 – Città del Messico, 1º marzo 1932) è stato un giornalista e politico messicano, anarchico attivo durante la rivoluzione messicana. Co-pubblicò il giornale anarchico Regeneración assieme a Jesús Flores Magón e Ricardo Flores Magón. Lavorò inoltre per il giornale anarco-sindacalista Sagitario nel 1924.

## Biografia
Attivista politico, giornalista e professore diplomato alla Scuola Normale di San Luis Potosí, Librado Rivera collaborò alla stampa opponendosi alla dittatura di Porfirio Díaz, come El Hijo del Ahuizote, El Demófilo o Regeneración. Era un sostenitore delle idee anarchiche di Pëtr Kropotkin, Errico Malatesta e Jean Grave, tra gli altri.
Membro del Club Liberale Benito Juárez nel 1900, Librado Rivera partecipò come delegato al Congresso Liberale del 1901 a San Luis Potosí organizzato dal Club Liberale Ponciano Arriaga, fu in questa occasione che incontrò Ricardo Flores Magón. Nel 1902 fu arrestato per la prima volta. Liberato, Librado si recò a Città del Messico dove partecipò alla protesta del 5 febbraio 1903 nell'ufficio di Hijo del Ahuizote; la scritta "La Costituzione è morta..." potrebbe essere stata pensata da Rivera.
Nel 1905, dall'esilio a Saint Louis, Missouri, Librado Rivera, insieme ai fratelli Ricardo ed Enrique Flores Magón, svolse un ruolo fondamentale nell'orientamento anarchico assunto dalla Giunta Organizzatrice che si occupò di preparare la fondazione del Partito Liberale Messicano (PLM), formalizzato il 1º luglio 1906.
Nel 1907, dopo gli scioperi a Cananea e Río Blanco, durante i quali i lavoratori furono influenzati e consigliati dai membri del PLM, Porfirio Díaz ordinò l'arresto dei fratelli Flores Magón, Antonio Irineo Villarreal e Librado Rivera.
Quando nel 1911 Villarreal e Juan Sarabia si separarono dalla Giunta Organizzatrice, Rivera rimase fedele all'orientamento del PLM con Ricardo ed Enrique Flores Magón. Per sottolineare le differenze tra i due gruppi di liberali, il 23 settembre 1911 da Regeneración fu pubblicato un nuovo Manifesto della Giunta del PLM al popolo messicano. In esso, il PLM invita i messicani a combattere contro lo Stato, il capitale e il clero, identificando queste forze come i poteri che opprimono la popolazione. Senza che queste nozioni vengano invocate esplicitamente, il Partito approva così ufficialmente il suo orientamento comunista-anarchico.
Il 16 marzo 1918, insieme a Ricardo Flores Magón, Librado Rivera pubblica sulle colonne di Regeneración (poi edito a Los Angeles, California) un manifesto rivolto agli anarchici di tutto il mondo. La diffusione di questo manifesto motivò il governo degli Stati Uniti a incarcerarli entrambi nella prigione di Leavenworth, Kansas, con l'accusa di sabotare lo sforzo bellico degli Stati Uniti, che erano entrati nella prima guerra mondiale.
Rivera fu rilasciato nel 1923 e immediatamente deportato in Messico. Gli fu poi offerto un seggio come deputato, senatore e persino una presidenza a San Luis Potosí, ma rifiutò tutte queste proposte.
Rivera continuò a lavorare come giornalista e a criticare il governo post-rivoluzionario di Plutarco Elías Calles, con pubblicazioni come Sagitario, edito dal 1922 al 1927 dal gruppo anarchico Los Hermanos Rojos (I Fratelli Rossi), ¡Avante! (1927-1930) e ¡Paso! (1931-1932). Nei suoi articoli e nel libro Los Mártires de Texas (I Martiri del Texas), Rivera chiede il rilascio dei Magonisti ancora detenuti negli Stati Uniti e si batte anche per evitare l'esecuzione di Sacco e Vanzetti. Librado Rivera cercò anche di diffondere il pensiero e gli scritti di Ricardo Flores Magón e Práxedis Guerrero. Nell'aprile 1927 fu arrestato a Tampico (Tamaulipas) con l'accusa di aver insultato il presidente, di aver scusato pubblicamente l'anarchismo e di aver incitato il popolo all'anarchia.
Librado Rivera morì a Città del Messico il 1º marzo 1932, dopo aver contratto il tetano in un incidente d'auto.